# Cmentarz żydowski w Lubawie
Cmentarz żydowski w Lubawie – został założony w XIX wieku i zajmuje powierzchnię 0,2 ha. Zachowało się jedynie sześć nagrobków.